# Селден (Канзас)
Селден (енгл. Selden) град је у америчкој савезној држави Канзас.

## Демографија
По попису из 2010. године број становника је 219, што је 18 (9,0%) становника више него 2000. године.
| Група             | 2000.       | 2010.       |
| Белци             | 200 (99,5%) | 204 (93,2%) |
| Афроамериканци    | 0 (0,0%)    | 0 (0,0%)    |
| Азијати           | 0 (0,0%)    | 0 (0,0%)    |
| Хиспаноамериканци | 0 (0,0%)    | 15 (6,8%)   |
| Укупно            | 201         | 219         |